# Holzen (Tittmoning)
Holzen ist ein Stadtteil von Tittmoning im oberbayerischen Landkreis Traunstein. Die Einöde liegt circa eineinhalb Kilometer südwestlich von Tittmoning.

## Baudenkmäler
Siehe auch: Liste der Baudenkmäler in Tittmoning#Weitere Ortsteile
- Bildstock aus dem 18. Jahrhundert